# Jana Vanik
Jana Vanik (* 15. Februar 2003) ist eine deutsche Tennisspielerin.

## Karriere
Vanik spielt bislang vor allem nationale Ranglistenturniere und Turniere auf der ITF Women’s World Tennis Tour.
2018 wurde sie bayerische Vizemeisterin der U16. 2019 gewann sie die Jäger Group Open.
2020 erreichte sie nach Verletzungspause und der Zwangspause wegen der COVID-19-Pandemie bei den Nationalen Deutschen Hallen-Tennismeisterschaften in Biberach mit einem 1:7, 7:5 und 6:3 über Carolin Raschdorf die zweite Runde, wo sie gegen Alexandra Vecic mit 3:6 und 5:7 verlor.
2022 stand sie im Kader des MTTC Iphitos in der 2. Tennis-Bundesliga Süd, wo sie je eine Einzel und Doppel bestritt, beide aber verlor.
2023 trat sie im Mai bei den mit 60.000 US-Dollar dotierten Advantage Cars Prague Open zusammen mit ihrer Partnerin Jana Kareisova im Doppel an, wo die beiden aber bereits ihr Erstrundenmatch gegen Ilinca Amariei und Aneta Laboutková mit 2:6 und 0:6 verloren. Bei den die Woche darauf stattfindenden Carinthian Ladies Lake’s Trophy II qualifizierte sie sich für das Hauptfeld, wo sie dann aber Tessah Andrianjafitrimo mit 6:73 und 4:6 unterlag. Zwei Wochen später konnte si sich bei den Carinthian Ladies Lake’s Trophy IV ebenfalls durch Siege in der Qualifikation bis ins Hauptfeld spielen, scheiterte aber in der ersten Runde mit 2:6 und 2:6 an Eszter Méri. Bei den mit 60.000 US-Dollar dotierten Kuchyně Gorenje Prague Open Ende August erhielt sie eine Wildcard für das Hauptfeld im Dameneinzel. Sie verlor aber bereits ihr Auftaktmatch gegen Martina Okáľová mit 6:3, 2:6 und 4:6.

## Persönliches
Jana Vaník ist die Tochter des ehemaligen Profi-Eishokeyspielers Miloš Vaník.